# صفاء جبار
صفاء جبار (مواليد 20 يوليو 1993-)، هو لاعب كرة قدم عراقي يلعب لنادي زاخو العراقي كمدافع.

## روابط خارجية
- صفاء جبار على موقع قاعدة بيانات كرة القدم.إي يو (الإنجليزية)
- صفاء جبار على موقع Soccerway.com (الإنجليزية)
- صفاء جبار على موقع كووورة

صفاء على موقع كوورة